# Duane A. Schlitter
Duane Albert Schlitter (* 2. April 1942 in Monona County, Iowa) ist ein US-amerikanischer Mammaloge.

## Leben
Schlitter heiratete im Jahr 1963 Judith E. Spratt. Aus dieser Ehe gingen die Töchter Tamara und Tanya hervor. 1965 erlangte er den Bachelor of Arts am Wartburg College und 1969 mit der Prüfschrift Bats of the family Phyllostomatidae from the lesser Antillean Island of Dominica den Master of Arts an der University of Kansas. 1976 wurde er mit der Dissertation Taxonomy, zoogeography and evolutionary relationships of hairy-footed gerbils, Gerbillus (Gerbillus), of Africa and Asia (Mammalia: Rodentia) unter der Leitung von Richard Highton zum Ph.D. an der University of Maryland, College Park promoviert.
Von 1967 bis 1972 war er Forscher und kuratorischer Assistent beim African Mammal Project der Smithsonian Institution. Von 1973 bis 1984 war er außerordentlicher Kurator für Säugetiere am Carnegie Museum of Natural History in Pittsburgh. 1985 übernahm er die Position des leitenden Kurators, die er bis 1996 ausübte. Von 1997 bis 1998 war er geschäftsführender Direktor im Museum Park in Pretoria, Südafrika sowie Kurator für Vögel und Säugetiere an der Texas Cooperative Wildlife Collection (TCWC) an der Abteilung für Fisch und Wildlife der Texas A&M University in College Station.
Schlitters Forschungsarbeit umfasst die Systematik, Evolution, Biogeographie und Ökologie der Säugetiere Afrikas und Südwestasiens. Er betreibt Studien über die Beziehungen zwischen Krankheiten, Ektoparasitenüberträgern und Säugetierwirten in der alten Welt sowie über die Systematik und Biogeographie der Säugetiere des östlichen Nordamerikas. Ein weiteres Interesse gilt der Erhaltung bedrohter Säugetierarten in Afrika und Südasien.
Schlitter ist Mitglied bei der American Society of Mammalogists, wo er von 1977 bis 1980 das Sekretariat des Schatzmeisters leitete, der Society of Systematic Biologists (früher Society of Systematic Zoology), von Sigma Xi, der American Association for the Advancement of Science sowie bei der Zoological Society of Southern Africa.
2005 verfasste Schlitter die Einträge über Rüsselspringer, Erdferkel und Schuppentiere im Standardwerk Mammal Species of the World.

## Erstbeschreibungen von Duane A. Schlitter
- Gerbillurus setzeri (Schlitter, 1973)
- Rhinolophus mcintyrei Hill & Schlitter, 1982
- Glauconycteris curryae Eger & Schlitter, 2001
- Gerbillus aquilus Schlitter & Setzer, 1972
- Dipodillus maghrebi (Schlitter & Setzer, 1972)
- Calomyscus grandis Schlitter & Setzer, 1973
- Sylvisorex pluvialis Hutterer & Schlitter, 1996
- Aselliscus tricuspidatus ssp. novaeguinae Schlitter, Williams & Hill, 1983
- Aselliscus tricuspidatus ssp. koopmani Schlitter, Williams & Hill, 1983
- Eptesicus hottentotus ssp. portavernus Schlitter & Aggundey, 1986

## Ehrungen und Dedikationsnamen
2018 erhielt Schlitter für seine Arbeit bei der American Society of Mammalogists den Hartley H. T. Jackson Award. 2009 benannten Julian Kerbis Peterhans, William T. Stanley, Rainer Hutterer, Terrence Demos und Bernard Agwanda die Mount-Elgon-Wühlspitzmaus (Surdisorex schlitteri) aus Kenia zu Ehren von Schlitter.